# Иоанн (Иванов, Иван Спиридонович)
Епископ Иоанн (в миру Иван Спиридонович Иванов; 6 (19) февраля 1912, Псков — 17 ноября 1966) — епископ Русской православной церкви, епископ Кировский и Слободский.

## Биография
Родился 6 (19) февраля 1912 года в Пскове, в семье рабочего. В 1927 году окончил в Пскове неполную среднюю школу, а в 1933 году — Псковскую музыкальную школу (по классу скрипки).
В 1938 году окончил два курса Ленинградского музыкального техникума им. П. И. Чайковского — вокальное отделение и с 1938 по 1941 годы состоял на гражданской службе.
В 1941 году — псаломщик открытого в первые недели оккупации Свято-Троицкого кафедрального собора в Пскове; 6 июня 1943 года был рукоположен во диакона, а 22 августа того же года — во священника.
Был настоятелем псковской Любятовской Никольской церкви. С марта по конец октября 1944 года — настоятель православной церкви в Кретингене, Литовской епархии.
Во время Великой Отечественной войны был связан с партизанским движением, за что получил орден Красного Знамени. Тем не менее, 30 апреля 1945 года был арестован; спустя полтора года, 17 октября 1946 года, дело было прекращено.
В 1948 году переведён в Ленинград, где служил в разных церквях города.
В 1950 году окончил Ленинградскую духовную семинарию, в 1954 году — Ленинградскую духовную академию со степенью кандидата богословия.
Принял постриг в монашество 7 июня 1958 года; возведён в сан игумена, 20 ноября 1962 года — в сан архимандрита. В тот же день митрополитом Ленинградским и Ладожским Пименом (Извековым) совершил наречение архимандрита Иоанна (Иванова) во епископа Кировского и Слободского; хиротония состоялась 22 ноября в Троицком соборе Александро-Невской лавры. Чин хиротонии совершали: митрополит Пимен (Извеков), архиепископ Ярославский и Ростовский Никодим (Ротов), епископ Дмитровский Киприан (Зёрнов), епископ Курский и Белгородский Серафим (Никитин) и епископ Лужский Никон (Фомичёв).
Епископство его пришлось на период хрущёвских гонений на церковь в СССР и Кировская (Вятская) епархия подверглась полному разгрому — в ней было закрыто более половины приходов. В 1964 году согласился с запретом Великорецкого крестного хода. 20 мая 1964 года, что крестный ход недопустим, потому что паломники, «двигаясь, подобно саранче, уничтожают все посевы на своём пути». С протестом против массового закрытия и разрушения храмов в области и бездействия епископ Иоанна выступил Борис Талантов. В ноябре 1966 года группа верующих Кировской епархии обратилась в Управление Московской Патриархии с жалобой на архиерея и с настойчивой просьбой убрать его с кафедры. В ответ на это представитель Московской Патриархии дал понять, что епископ Иоанн останется на кафедре, ибо Совет по делам религий категорически не согласен на его смещение.
Скончался 17 ноября 1966 года в результате осложнённого приступа аппендицита, случившегося в лесу во время сбора грибов. Похоронен в Санкт-Петербурге, на Больше-Охтинском кладбище.